# 행군의 아침
〈행군의 아침〉은 1952년에 김영삼이 작사하고 김동진이 작곡한 대한민국 육군의 군가이다.